# Camilo Palmeiro Fernández
Camilo Palmeiro Fernández (n. Alberguería - Puente del Bibey, 13 de agosto de 1936) fue un pedagogo y político gallego.

## Trayectoria
Maestro en Corzos. Con el Golpe de Estado en España de julio de 1936 fue detenido en la casa de la hermana de Clemente Fernández Lorenzo donde residía, el 12 de agosto. Llevado a La Vega, fue trasladado a Viana del Bollo, donde fue torturado. El 13 de agosto de 1936, un camión lo llevó al Puente del Bibey con otras treinta personas, donde fueron asesinados.